# Cáo bạc

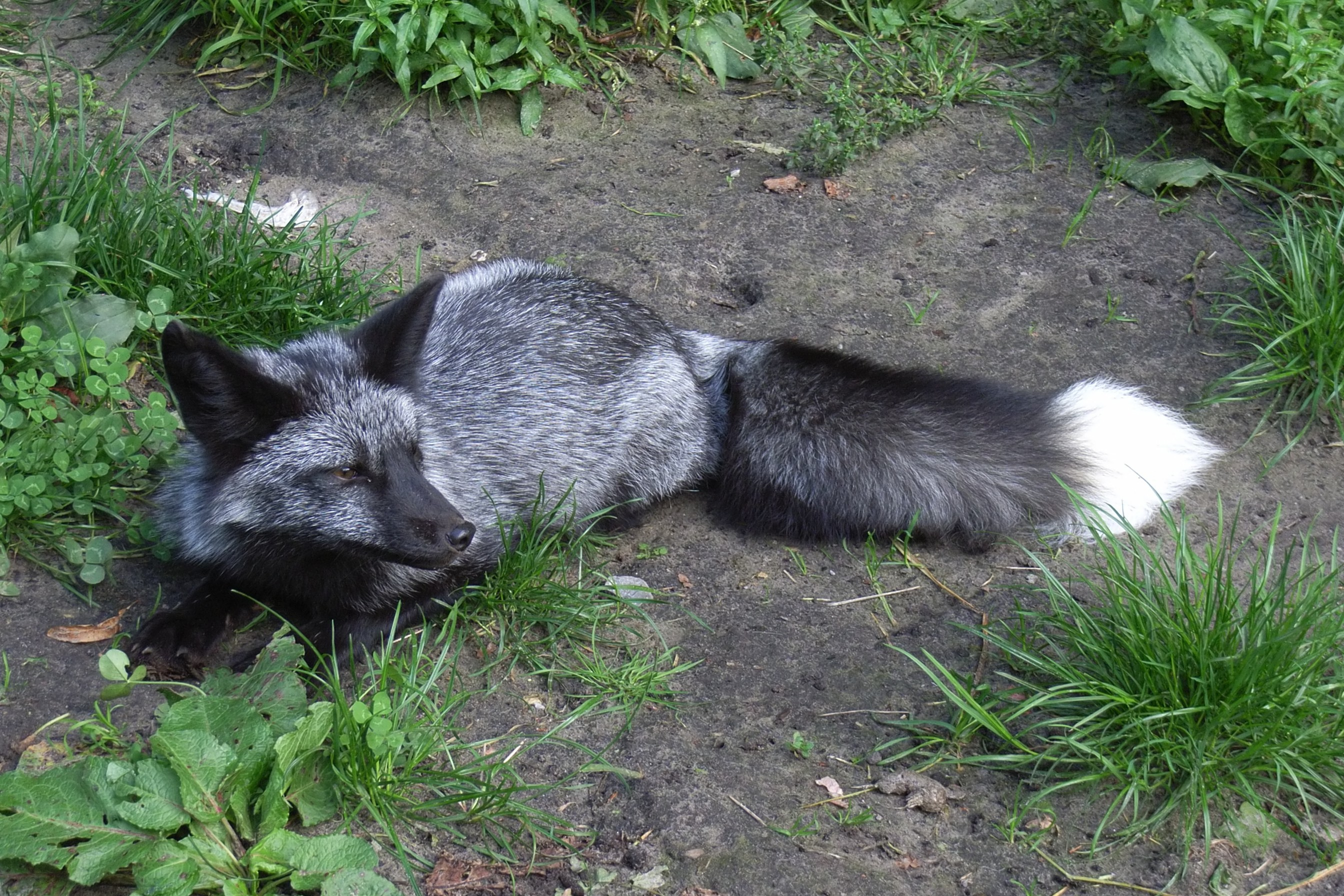
Một con cáo bạc

Cáo bạc là dạng hình thái nhiễm hắc tố của loài cáo thường, được chăn nuôi để lấy lông làm quần áo, ví dụ như áo choàng lông cáo bạc. Trong lịch sử, cáo bạc là một trong những loài có bộ lông có giá trị nhất, và những bộ y phục làm bằng da của chúng thường được mặc bởi các quý tộc ở Nga, Tây Âu và Trung Quốc. Cáo bạc hoang dã không chỉ sinh sản tự nhiên với các thành viên có màu lông giống nó mà còn có thể là bạn cùng lứa với giống màu đỏ thông thường, mặc dù các quần thể nuôi nhốt được lai tạo để lấy lông và làm vật nuôi hầu như chỉ giao phối với các thành viên cùng giống màu.
Các nhà nghiên cứu Liên Xô và sau đó là Nga, trong nghiên cứu về quá trình thuần hóa động vật được thực hiện từ những năm 1950 đã chọn lọc ra những con cáo bạc đã được thuần hóa (đôi khi được gọi là "cáo Xibia")

## Mô tả
Cáo bạc có màu sắc khá đa dạng: một số con cáo có màu đen hoàn toàn với đầu đuôi màu trắng, khiến chúng có vẻ ngoài hơi bạc. Một số con khác có màu xám với pha hơi xanh hoặc nâu, và những con khác có màu tro ở hai bên. Ngoài ra còn có cáo đen-đỏ và trắng-xám, chúng chỉ có thể là một biến thể nhiễm hắc tố hoặc các loài lai hiếm.
Lớp lông tơ màu nâu đen hoặc màu sô cô la đồng nhất, dài và dày bất thường, có chỗ dài tới 2 inch (khoảng 5 cm), trong khi vẫn cực kỳ mỏng. Lớp lông tơ bao quanh toàn bộ cơ thể cho đến đuôi, nơi bản thân lớp lông này hơi thô hơn. Lớp lông ở trán và tứ chi ngắn và mịn hơn ở bụng cáo. Xét riêng lẻ, các sợi lông tạo nên lông bụng có dạng gợn sóng. Trên tai có gần như toàn bộ các sợi lông dài được bao phủ bởi lớp lông dày. Lòng bàn chân được bao phủ bởi lớp lông dày đến nỗi không còn thấy vết chai.

## Phân bố
Ở Bắc Mỹ, cáo bạc được tìm thấy chủ yếu ở phần phía bắc của lục địa. Vào thế kỷ 19, những con cáo này đôi khi được đưa đến Labrador, Madeleine và các vùng núi đá của Pennsylvania, cũng như vùng hoang dã của New York. Đôi khi, ở bang New York, có loại cáo bạc đốm. Cáo bạc chiếm hơn 8% cá thể cáo thông thường ở Canada .

## Hành vi
Cáo bạc có hành vi rất giống cáo đỏ. Một trong những hành động phổ biến là đánh dấu khu vực có mùi. Hành vi này được sử dụng để thể hiện sự thống trị, nhưng cũng có thể được sử dụng để thông báo cho các cá thể khác về việc thiếu thức ăn tại địa điểm này.
Cáo bạc ăn thịt các động vật nhỏ, được coi là thợ săn mồi cừ khôi, bậc thầy về ngụy trang và nổi bật bởi sức bền bỉ, nó có thể đuổi theo con mồi trong vài giờ. Chúng là động vật sống đơn độc, chỉ tụ tập thành đôi vào mùa giao phối: vào mùa xuân hoặc mùa thu. Sau khi sinh, chỉ có cáo mẹ chăm sóc đàn con, cung cấp thức ăn và dạy chúng săn mồi.
Cáo bạc thường cảnh giác hơn cáo đỏ.

## Cáo bạc trong văn hóa

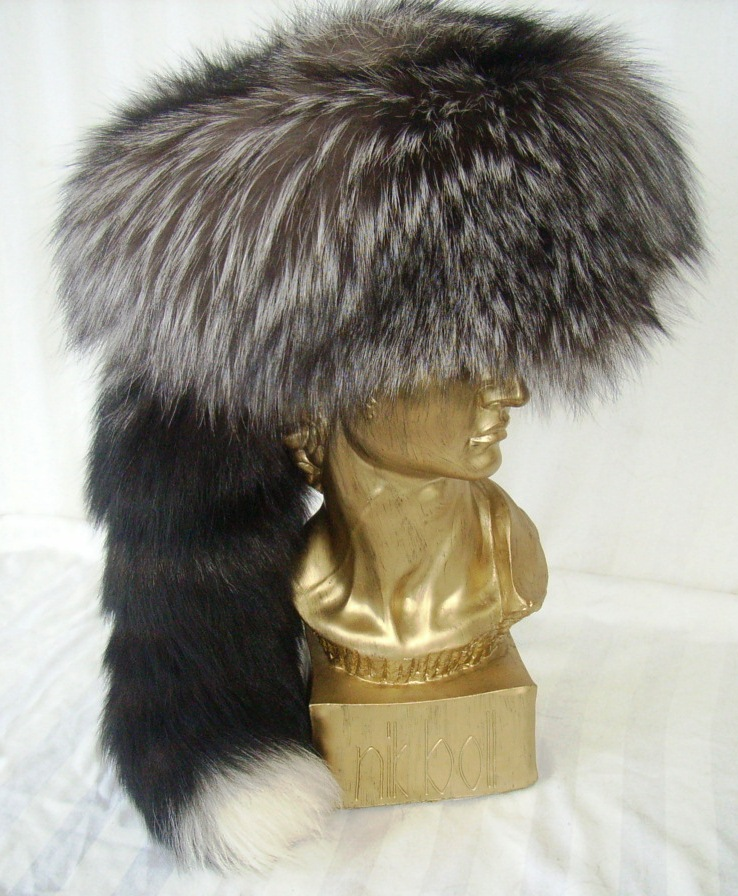
Mũ lông cáo bạc

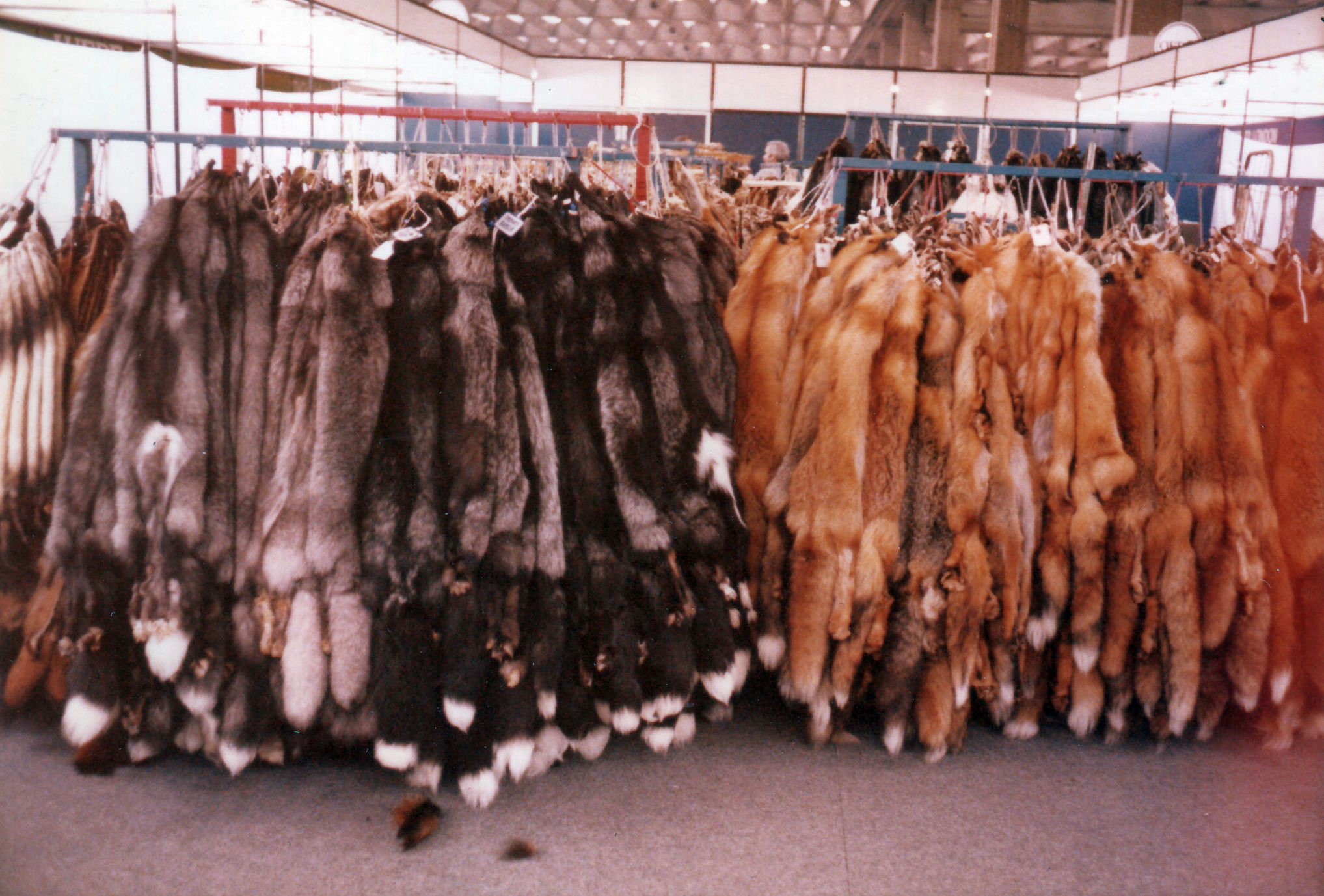
Da thủ công của cáo bạc (trái)

Hai con cáo đen và nâu đóng vai trò như một cột trụ trên quốc huy của Đảo Hoàng tử Edward. Cáo huy hoàng tượng trưng cho sự chính trực, thông minh và khôn ngoan. Trên quốc huy của Đảo Hoàng tử Edward, nó tượng trưng cho nguồn cảm hứng, sự khéo léo và kiên trì.